# Arzawa Menor
Con el término Arzawa Menor (o Arzawa Propio), según una distinción realizada por primera vez por la erudita Susanne Heinhold-Krahmer (1977), se designa al reino surgido a mediados del siglo XIV a. C. en Anatolia occidental, tras la división realizada por el conquistador hitita Šuppiluliuma I del anterior estado de Arzawa (nombrado por Heinhold-Krahmer Gran Arzawa), probablemente para controlar mejor el territorio.
Los otros reinos en los que se dividió la zona fueron el País del río Seha, Mira y Hapalla. Es probable que otro estado, el de Wilusa (quizás la Troya de los griegos), que a veces se incluye también entre los reinos de Arzawa, ya estuviera separado de los demás con anterioridad.
El reino de Arzawa Menor se extendía en el entorno de Apasa/Éfeso, capital del anterior reino. Por tanto, dominaba el Egeo, limitando al norte con el País del río Seha, al sur con la ciudad-estado de Milawata /Mileto y al este con el estado de Mira.
Es posible que el último gobernante de Arzawa antes de la conquista hitita hubiera sido Uhha-Ziti, que sin embargo permaneció en el trono de Arzawa Menor. Siempre se mantuvo receloso ante el yugo del nuevo amo, tal vez debido al recuerdo del pasado esplendor cuando, durante un breve período bajo Tarhuna-Radu, Arzawa había superado a los hititas como primera potencia de Anatolia. Uhha-Ziti probablemente no era hijo de Tarhuna-Radu, aunque sí formaba parte de su entorno familiar. Es posible que fuera hijo de Anzapahaddu, hijo de Tarhuna, que conocemos por haber desafiado al rey hitita (hacia 1350 a. C.), haber derrotado al general Himuili enviado contra él y, al final, haber sido derrotado por el propio Šuppiluliuma I.
Sin embargo, en 1321, tras el ascenso del hijo de Šuppiluliuma, Muršili II, Uhha-Ziti se rebeló. Muršili, de apenas veinte años, se dirigió hacia el oeste al frente de su ejército. De los textos que nos han llegado podemos intuir la inquietud del jovencísimo soberano mientras marchaba hacia Arzawa.
Los estados de Arzawa se dividieron: mientras Seha siguió a Uhha-Ziti, Hapalla y Wilusa permanecieron neutrales y Mashuiluwa y la ciudad de Mira  apoyaron a los hititas. Es posible que la revuelta de Uhha-Ziti estuviera apoyada por el estado micénico de Ahhiyawa, aún no identificado con certeza, que pretendía expandirse por Anatolia occidental, e intentaba utilizar las rivalidades locales para sus fines utilizando la ciudad de Milawata como base.
Justo cuando Muršili se dirigía hacia Arzawa, un meteorito cayó sobre la ciudad de Apasa e hirió, entre otros, a Uhha-Ziti en las rodillas. Los hititas interpretaron esta señal como un buen augurio, mientras que el rey de Arzawa, incapaz de liderar sus tropas, las envió con su hijo Piyama-Kurunta al mando. En el enfrentamiento en el río Astarpa, Muršili derrotó al enemigo y marchó tranquilo hacia Apasa (1319 a. C.), que saqueó y sometió.
Uhha-Ziti, gravemente herido, huyó antes de la llegada de los hititas y se refugió "en las islas del otro lado del mar", quizás territorios de Ahhiyawa, donde moriría pocos meses después.
Al final de la revuelta, Arzawa Menor fue incorporado al reino de Mira. Hoy en día, algunos historiadores  creen probable que, en realidad, hasta la revuelta de 1321 a. C. Mira no hubiera sido un estado independiente, sino que formara parte de Arzawa Menor. Según esta teoría, después de la revuelta, Muršili trasladó la sede del reino a Mira, instalando al fiel Mashuiluwa como gobernante. En los anales hititas, Mashuiluwa era llamado "el Señor de Arzawa".
Es posible que, además de la lealtad a los hititas, Mashuiluwa también tuviera motivos personales para ponerse del lado de Uhha-Ziti: un pasaje de los Anales de Muršili, de hecho, sugiere que Mashuiluwa podría haber sido el legítimo heredero del trono de Arzawa, como sugiere Starke, y que Uhha-Ziti pudo haber sido un usurpador. De hecho Muršili cuenta: "... y la tierra de Mira... regresé a Mashuiluwa, y la casa y el trono de su padre le devolví ".
Algunos historiadores actuales creen que el alborotador Piyama-Radu que, con el apoyo de Ahhiyawa, mantuvo bajo control al imperio hitita durante la primera mitad del siglo XIII, podría haber sido sobrino de Uhha. Ziti y que intentaba recuperar el trono de su abuelo..

## Nota
1. ↑  J.D.Hawkins, British museum journal: The Arzawa letters in recent perspective.
2. ↑  J.D.Hawkins, British museum journal: Arzawa and teh Hittites
3. ↑  Trevor Bryce, I troiani ed i popoli limitrofi.
4. ↑  Si vedano gli annali di Mursili, nome ufficiale del reperto: CTH 61.II
5. ↑  O almeno parte di essa: si vedano gli annali di Mursili, nome ufficiale del reperto CTH 61.II, pp 13-14
6. ↑  La maggior parte degli studiosi propende per Micene, Bryce ipotizza che fosse una coalizione di regni micenei, mentre Latacz avanza l'ipotesi di Tebe.
7. ↑  Trevor Bryce, The kingdom of the Hittites.
8. 1 2  Mursili, Annali dei dieci anni, anni 3-4. CTH 61.
9. ↑  Alla luce dell'estradizione avvenuta l'anno seguente, da parte del sovrano di questo stato, di Piyama-Kurunta riparato presso di lui
10. ↑  La Heinhold-Kramer, Starke, lo stesso J.D.Hawkins; si veda il suo "Tarkasnawa king of Mira" Note 50-57-58-59.
11. ↑  J.D.Hawkins: Tarkasnawa king of Mira. Pag.15. Quindi il padre di Mashuiluwa sarebbe stato re. Ciò spiegherebbe perché Šuppiluliuma gli avesse dato in sposa la figlia: Mashuiluwa non sarebbe stato un fuggitivo qualsiasi ma un principe ereditario esiliato e con ambizioni di restaurazione
12. ↑  Tra questi Starke, Hawkins e Latacz: Troy and Homer, pp 124-125-302. Dal che esce una ipotetica linea regale Arzawa (tutta da verificare) che di padre in figlio coprirebbe un secolo e mezzo di storia ed incastrerebbe una serie di personaggi noti ed enigmatici: Tarhuna-Radu, Anzapahhaddu, Uhha-Ziti, Mashuiluwa, Piyama-Kurunta, Piyama-Radu

- Datos: Q20010135